# 大马士革省 (奥斯曼帝国)

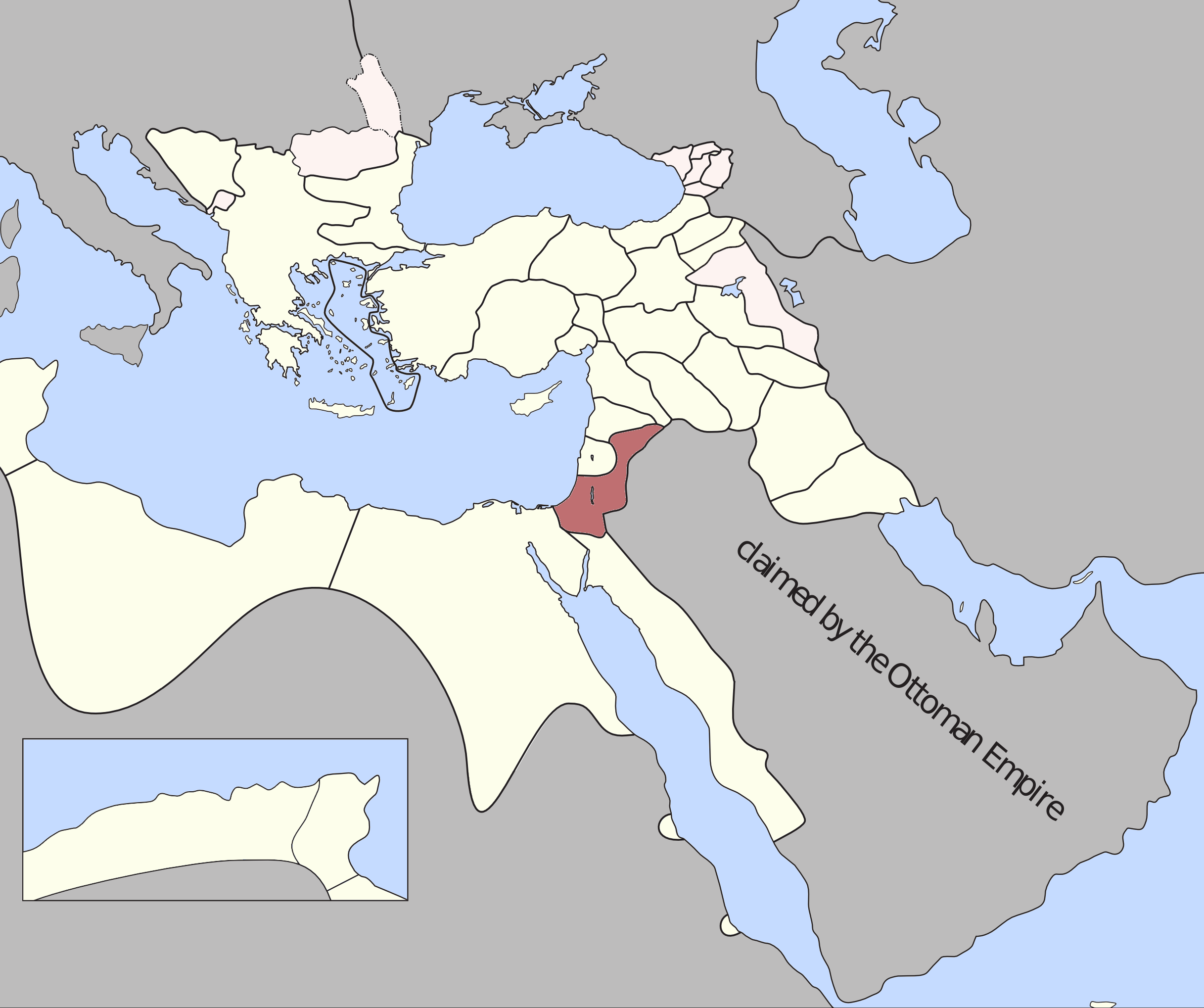
1795年的大馬士革省疆域

大马士革省，是鄂圖曼帝國於叙利亞大馬士革地區設置的行省，19世紀時轄區面積達51,900平方公里。
鄂圖曼帝國在1516年打敗馬木留克王朝後，1年後在大馬士革地區設省，一個變節的切爾克斯人馬木留克賈比里迪·加薩里被塞利姆一世任命為第一任總督。
在1867年，被改組為叙利亞省。